# Banjaranyar (Randudongkal)
Banjaranyar is een bestuurslaag in het regentschap Pemalang van de provincie Midden-Java, Indonesië. Banjaranyar telt 3458 inwoners (volkstelling 2010).